# مدرسه صدر بازار
مدرسه صدر بازار مربوط به دورهٔ قاجار است و در اصفهان، بازار بزرگ، بازارچه نو، بازار دارالشفا واقع شده و این اثر در تاریخ ۱۷ خرداد ۱۳۷۹ با شمارهٔ ثبت ۲۶۹۴ به‌عنوان یکی از آثار ملی ایران به ثبت رسیده‌است.
مدرسه صدر بازار یکی از مدارس علمیه اصفهان با سابقه و بنای تاریخی است. این مدرسه با اراده و همت محمدحسین خان صدر اصفهانی، صدر اعظم فتحعلی شاه قاجار در قطعه زمینی در حدود ۹۰۰۰ متر در اواسط نیمهٔ اول قرن سیزدهم ساخته شده‌است.

## بنای مدرسه
مدرسه علمیه صدر بین سال‌های ۱۲۲۰ تا ۱۲۲۹ قمری در زمینی به مساحت ۹۰۰۰ مترمربع و با الگوگیری از مدرسه چهارباغ در یک طبقه پایه‌گذاری و در طبقه اول ۵۸ حجره و شش حجره هم در طبقه دوم بنا گردید.
در سه طرف، ایوان بزرگ با سقف بلند به عنوان مدرسه ساخته شد. در طرف غربی مدرسه به جای ایوان، کتابخانه‌ای در زمان آیت‌الله خراسانی تأسیس گشت. شکل حجره‌ها و ایوان‌های جلوی آن‌ها و مدرسه‌ها (ایوان‌های بزرگ با سقف بلند) و حیاط بسیار وسیع و باغچه‌های متناسب و نسبتاً بزرگ، بسیار جالب و نشانه بلندنظری و همت والای بانی مدرسه است. معماری، طرح و نقشه مدرسه موجب جلب توجه و از آثار هنر و اندیشه و ابتکار مردم باهوش و هنرمند و مبتکر اصفهان در نیمه اول قرن سیزدهم می‌باشد. همچنین درختان کاج کهن و بسیاربلند بر زیبایی مدرسه افزوده‌است.
در حدود سال ۱۳۸۵ قمری در پشت مدرسه بزرگ شمالی سالنی بزرگ برای تدریس و همچنین اقامه نماز جماعت تأسیس گردید.
در سال ۱۳۶۶ شمسی طرح طبقه فوقانی و احداث بیش از چهل باب حجره و ایوان‌های مقرنس شده و سه باب مدرسه در زوایای فوقانی همچنین ساختمانی در سه طبقه با زیربنای تقریبی ۳۰۰۰ مترمربع به منظور کتابخانه و سالن اجتماعات تهیه و اجرا گردید. کتابخانه مدرسه صدر بازار که به جای کتابخانه قدیمی تأسیس شد با حدود ۲۰۰۰۰ هزار جلد کتاب حوزوی و متنوع و بیش از ۱۰۰۰ نسخه کتاب خطی و چاپ سنگی، گنجینه‌ای گرانبها را در خود جای داده‌است.
از سال ۱۳۸۶ شمسی نیز با همت مدیر مدرسه حجت‌الاسلام تمنایی و با درآمد حاصل از موقوفات مدرسه، تعمیرات اساسی و قابل توجهی صورت گرفت که این اقدامات کمی و کیفی در جهت رفاه هرچه بیشتر روحانیون و طلاب مدرسه و همچنین تجهیز مدرسه به امکانات مورد نیاز و زیبایی بیش از پیش مدرسه بوده‌است که همچنان در حال انجام است.
از سال ۱۳۸۸ تا ۱۳۹۸ شمسی مرمت‌هایی از قبیل نمازخانه و ایوان مربوطه، کاشی‌های هفت‌رنگ کتیبه ایوان‌های شرقی و غربی و مرمت سرویس‌های بهداشتی ضلع‌های شمال شرقی و جنوب غربی مدرسه توسط دفتر فنی مهندسی مرکز مدیریت حوزه‌های علمیه اصفهان صورت گرفته‌است.

## سنگاب
سنگاب نفیسی را حاج محمدابراهیم در سال ۱۲۷۵ قمری وقف مدرسه نموده که هم‌اکنون در ایوان غربی قرار دارد. در لبه این سنگاب با خط خوش نستعلیق این بیت را نقش کرده‌اند:
| مینوش آب و لعنت حق بر یزید کن |  | جان را فدای مرقد شاه شهید کن |

## علم آموزان مشهور مدرسه صدر بازار
از محصلین و مدرسان مشهور این مدرسه می‌توان افراد زیر را نام برد:
- آقا سید ابوالحسن اصفهانی
- شیخ عبدالحسین محلاتی
- جهانگیرخان قشقایی
- آخوند ملا محمد کاشانی معروف به آخوند کاشی
- حاج آقا رحیم ارباب
- ملا محمدجواد آدینه
- سید ابوالقاسم دهکردی
- ملا محمدحسین فشارکی
- شیخ علی یزدی
- شیخ محمد حکیم خراسانی
- سید محمد نجف آبادی
- میر سید علی نجف آبادی
- شیخ محمدرضا مسجد شاهی نجفی
- شیخ هیبت‌الله هرندی
- سید محمدباقر ابطحی سده‌ای
- حاج آقا صدرکوهپایی
- میرزا علی آقا شیرازی
- سید حسین طباطبایی بروجردی
- شیخ فضل‌الله ذوعلم
- شیخ محمود مفید
- میرزا رضا کلباسی
- سید علی بهبهانی رامهرمزی
- سید ابوالحسن شمس‌آبادی
- سید محمدرضا خراسانی
- سید مجتبی لنکرانی نجفی اصفهانی
- شیخ احمد فیاض
- سید حسین خادمی
- سید محمد علی موحد ابطحی
- شیخ علی مشکوت سده‌ای
- سید عبدالحسین طیب
- شیخ محمدعلی اعتزازیان
- سید علی موحد ابطحی
- شیخ حسن صافی اصفهانی
- سید محمدعلی صادقی (میر محمد صادقی)